# Kaplan (Name)
Kaplan ist ein männlicher Vorname und ein Familienname.

## Herkunft und Bedeutung
Kaplan ist ein türkischer männlicher Vorname sowie häufiger Familienname mit der Bedeutung „Tiger“, kommt jedoch auch in anderen Sprachen als Familienname vor, so insbesondere als Name jüdischer Herkunft (polnische, slowakische usw. Übersetzung von Cohen).

## Namensträger

### Vorname
- Kaplan Burović (1934–2022), Schriftsteller, Journalist und Albanologe albanischer, serbokroatischer und französischer Sprache

### Familienname
- Abraham Kaplan (1931–2023), US-amerikanischer Chor- und Orchesterdirigent sowie Komponist
- Abraham Kaplan (Philosoph) (1918–1993), US-amerikanischer Philosoph
- Ahmet Kaplan (* 2002), türkischer Rollstuhltennisspieler
- Ahmetcan Kaplan (* 2003), türkischer Fußballspieler
- Alexander E. Kaplan (1938–2019), US-amerikanischer Physiker
- Amy Kaplan (1953–2020), US-amerikanische Amerikanistin
- Anatoli Lwowitsch Kaplan (1902–1980), russischer Maler, Bildhauer und Grafiker
- Andreas M. Kaplan (* 1977), deutscher Wirtschaftswissenschaftler
- Andrew Kaplan (* 1941), US-amerikanischer Autor
- Anneliese Kaplan (1933–2020), deutsche Schauspielerin
- Ariel Kaplan (* 1994), australische Schauspielerin und Tänzerin
- Artie Kaplan (* 1945), US-amerikanischer Musiker, Sänger, Songwriter und Produzent
- Aryeh Kaplan (1934–1983), US-amerikanischer Rabbiner und Schriftsteller
- Avi Kaplan (* 1989), US-amerikanischer Singer-Songwriter
- Bob Kaplan (1936–2012), kanadischer Jurist und Politiker der Liberalen Partei Kanadas
- Bruce Eric Kaplan (bekannt als BEK; * 1964), US-amerikanischer Zeichner und Drehbuchautor
- Burak Kaplan (* 1990), türkischer Fußballspieler
- Caroline Kaplan (Filmproduzentin), US-amerikanische Filmproduzentin
- Caroline Kaplan (Schauspielerin) (* vor 2000), US-amerikanische Schauspielerin
- Cemaleddin Kaplan (1926–1995), türkischer Islamist
- Chaim Aron Kaplan (1880–??), polnischer Autor
- David Kaplan (Philosoph) (* 1933), US-amerikanischer Philosoph
- David Kaplan (Fernsehproduzent) (um 1947–1992), US-amerikanischer Fernsehproduzent und Journalist
- David Kaplan (Regisseur), US-amerikanischer Regisseur, Drehbuchautor und Produzent
- David Kaplan (Filmproduzent) (David Alexander Kaplan), US-amerikanischer Filmproduzent
- David B. Kaplan (* 1958), US-amerikanischer Physiker
- David G. Kaplan, ehemaliger New Yorker Kürschner und Fachbuchautor
- David L. Kaplan (* 1923), kanadischer Musikwissenschaftler und Dirigent
- Dena Kaplan (* 1989), australische Schauspielerin
- Edward L. Kaplan (1920–2006), US-amerikanischer Mathematiker und Kernwaffenentwickler
- Edward Kaplan (* um 1955), US-amerikanischer Wirtschaftswissenschaftler und Mathematiker
- Elieser Kaplan (1891–1952), israelischer Politiker und Finanzminister
- Fanny Kaplan (1890–1918), russische Anarchistin und Sozialrevolutionärin, Lenin-Attentäterin
- Fatma Kaplan Hürriyet (* 1982), türkische Politikerin (CHP), Bürgermeisterin von İzmit
- Ferhat Kaplan (* 1989), türkischer Fußballspieler
- Franz Kaplan (1899–1986), deutscher Maler und Graphiker
- Fred Kaplan (Anglist) (* 1937), US-amerikanischer Anglist
- Fred Kaplan (Journalist) (* 1954), US-amerikanischer Journalist
- Gabe Kaplan (* 1945), US-amerikanischer Pokerspieler und Schauspieler
- Gilbert Kaplan (1941–2016), US-amerikanischer Unternehmer, Wirtschaftsjournalist und Dirigent
- Hamit Kaplan (1934–1976), türkischer Ringer
- Helen Singer Kaplan (1929–1995), österreichisch-US-amerikanische Sexualtherapeutin
- Helmut F. Kaplan (* 1952), österreichischer Autor und Tierrechtler
- Henry S. Kaplan (1918–1984), US-amerikanischer Radiologe
- Hubert Kaplan (* 1940), deutscher Maler
- Ina Kaplan (* 1987), deutsche Poolbillardspielerin
- Irving Kaplan (1913–1997), amerikanischer Kernchemiker
- Jacob Kaplan (1895–1994), französischer Großrabbiner
- James Kaplan (* 1951), US-amerikanischer Journalist und Autor
- Jacques Kaplan (1925–2008), Kürschner in New York
- Jeff Kaplan (* 1972), US-amerikanischer Spieleentwickler
- Joel David Kaplan (* 1969), US-amerikanischer Politikberater und ehemaliger Beamter
- Joan Kaplan Davidson (1927–2023), US-amerikanische Konservatorin und Philanthropin
- Jonathan Kaplan (Regisseur) (* 1947), amerikanischer Regisseur
- Jonathan Kaplan (Mediziner) (* 1956), südafrikanischer Arzt und Schriftsteller
- Jonathan Kaplan (Schiedsrichter) (* 1966), südafrikanischer Rugby-Union-Schiedsrichter
- Jonathan Kaplan (Historiker) (* 1983), israelischer Historiker
- Jörn Kaplan (* 1981), deutscher Poolbillardspieler
- Joseph Kaplan (1902–1991), US-amerikanischer Physiker
- Julio Kaplan (* 1950), puerto-ricanischer Schachmeister
- Justin Kaplan (1925–2014), US-amerikanischer Schriftsteller und Herausgeber
- Karel Kaplan (1928–2023), tschechischer Historiker und Publizist
- Karl Kaplan (* 1942), österreichischer ÖVP-Politiker
- Kid Kaplan (1901–1970), ukrainischer Boxer im Federgewicht
- Larry Kaplan (* um 1950), US-amerikanischer Videospiel-Designer und Programmierer
- Leslie Kaplan (* 1943), französische Schriftstellerin
- Mark Kaplan (Musiker) (* 1953), US-amerikanischer Violinist
- Mark Kaplan (Tennisspieler) (* 1967), südafrikanischer Tennisspieler
- Mark N. Kaplan (* 1930), US-amerikanischer Manager
- Marvin Kaplan (1927–2016), US-amerikanischer Schauspieler
- Matthew Kaplan (* 1984), US-amerikanischer Film- und Fernsehproduzent
- Mehmet Kaplan (Literaturwissenschaftler) (1915–1986), türkischer Literaturwissenschaftler
- Mehmet Kaplan (Politiker) (* 1971), schwedischer Politiker
- Metin Kaplan (* 1952), türkischer Islamist
- Michael Kaplan, US-amerikanischer Kostümdesigner
- Michail Danilowitsch Kaplan (* 1948), sowjetisch-moldawischer Theoretischer Physiker und Hochschullehrer
- Mordechai M. Kaplan (1881–1983), US-amerikanischer Rabbiner, Begründer des jüdischen Rekonstruktionismus
- Morton A. Kaplan (1921–2017), US-amerikanischer Politikwissenschaftler
- Mustafa Kaplan (Fußballspieler) (* 1967), türkischer Fußballspieler
- Mustafa Kaplan (Rechtsanwalt) (* um 1970), deutscher Rechtsanwalt
- Nelly Kaplan (1936–2020), argentinisch-französische Filmregisseurin
- Noah Kaplan (* 1984), US-amerikanischer Jazz-Saxophonist
- Ori Kaplan (* 1969), israelischer Jazz-Saxophonist
- Peter Kaplan (1954–2013), US-amerikanischer Journalist
- Petr Kaplan (1940–2007), tschechischer Rocksänger und -gitarrist
- Reinhard Walter Kaplan (1912–2003), deutscher Mikrobiologe
- Remzi Kaplan (* 1960), deutsch-türkischer Unternehmer
- Robert Kaplan (Autor) (* 1933), amerikanischer Autor und Mathematikdidaktiker
- Robert D. Kaplan (* 1952), US-amerikanischer Journalist und Autor
- Robert M. Kaplan (* 1947), US-amerikanischer Psychologe
- Robert S. Kaplan (* 1940), US-amerikanischer Wirtschaftswissenschaftler
- Ron Kaplan (* 1970), israelischer Gerätturner
- Rosina Kaplan (1869–1946), österreichische Pädagogin und Schulgründerin
- Samuel Louis Kaplan (* 1936), US-amerikanischer Diplomat
- Sancak Kaplan (* 1982), türkischer Fußballspieler
- Sidney J. Kaplan (1909–1962), amerikanischer Jurist
- Sinan Kaplan (* 1994), türkischer Fußballspieler
- Sol Kaplan (1919–1990), US-amerikanischer Pianist, Dirigent und Filmkomponist
- Stephen Kaplan (* 1949), US-amerikanischer Fechter
- Steven Kaplan (* 1953), israelisch-amerikanischer Äthiopist
- Steven L. Kaplan (* 1942), US-amerikanischer Historiker
- Thomas A. Kaplan (* 1926), US-amerikanischer Physiker
- Thomas S. Kaplan (* 1962), US-amerikanischer Unternehmer, Investor, Philanthrop und Kunstsammler
- Tomasz Kapłan (* 1984), polnischer Poolbillardspieler
- Viktor Kaplan (1876–1934), österreichischer Ingenieur
- Vivian Jeanette Kaplan (* 1946), österreichische Autorin
- Waleri Jewgenjewitsch Kaplan (* 1943), sowjetischer Eisschnellläufer
- William B. Kaplan (* vor 1972), US-amerikanischer Tontechniker, Schauspieler und Kameramann
- Yıldız Kaplan (* 1970), türkisches Model und Popsängerin
- Yusuf Fırat Kaplan (* 1998), türkischer Fußballspieler
- Zelda Kaplan (1916–2012), US-amerikanische Dame der Gesellschaft und Frauenrechtlerin